# Partecipanti al Tour de France 1912
Qui di seguito viene riportato l'elenco dei partecipanti al Tour de France 1912.

## Corridori per squadra
Nota: R ritirato, NP non partito, FT fuori tempo massimo, S squalificato
| La Française     | La Française           | La Française     | Aiglon-Dunlop | Aiglon-Dunlop          | Aiglon-Dunlop | Isolati | Isolati             | Isolati |
| ---------------- | ---------------------- | ---------------- | ------------- | ---------------------- | ------------- | ------- | ------------------- | ------- |
| 1                | Émile Georget          | R 3ª             | 41            | Louis Engel            | 15º           | 147     | Lucien Cornu        | R 1ª    |
| 2                | Octave Lapize          | R 9ª             | 42            | André Huret            | R 12ª         | 149     | Luc De Smet         | R 11ª   |
| 3                | Charles Crupelandt     | R 10ª            | 43            | Robert Lefort          | R 3ª          | 150     | Léon Vallotton      | R 4ª    |
| 4                | Marcel Godivier        | R 10ª            | 44            | Charles Kippert        | R 4ª          | 151     | Gaston Neboux       | 40º     |
| 5                | Maurice Brocco         | R 3ª             | 45            | Charles Guyot          | 20º           | 152     | Ernest Linot        | R 4ª    |
| Alcyon-Dunlop    | Alcyon-Dunlop          | Alcyon-Dunlop    | Thomann       | Thomann                | Thomann       | 153     | Albert Kohler       | R 4ª    |
| 6                | Gustave Garrigou       | 3º               | 46            | Henri Pélissier        | R 4ª          | 154     | Maurice Chedebois   | R 2ª    |
| 7                | Paul Duboc             | R 4ª             | 47            | Louis Mottiat          | R 11ª         | 155     | Moïse Fugere        | R 1ª    |
| 8                | André Blaise           | R 4ª             | 48            | Jacques Coomans        | 17º           | 156     | Jules Deloffre      | 21º     |
| 9                | Louis Heusghem         | 11º              | 49            | Alphonse Charpiot      | R 13ª         | 157     | Louis Colsaet       | R 8ª    |
| 10               | Odile Defraye          | 1º               | 50            | René Vandenberghe      | 12º           | 159     | Georges Oudin       | 32º     |
| Peugeot-Wolber   | Peugeot-Wolber         | Peugeot-Wolber   | Isolati       | Isolati                | Isolati       | 160     | Giovanni Cocchi     | R 12ª   |
| 11               | Lucien Mazan           | R 2ª             | 101           | Louis Poyet            | R 7ª          | 161     | Enrico Sala         | R 10ª   |
| 12               | Félicien Salmon        | 9º               | 102           | Maurice Leliaert       | 31º           | 162     | Eduardo Cuchetti    | R 10ª   |
| 13               | Charles Deruyter       | 16º              | 103           | Benjamin Olivier       | R 11ª         | 163     | Emilio Roscio       | R 4ª    |
| 14               | Philippe Thys          | 6º               | 104           | Louis Delcampe         | R 4ª          | 164     | Luigi Gorret        | R 4ª    |
| 15               | Marcel Buysse          | 4º               | 105           | Albert Dumas           | R 4ª          | 165     | Ferdinand Payan     | R 4ª    |
| Griffon          | Griffon                | Griffon          | 106           | Henri Alavoine         | 38º           | 166     | Pierre Everaerts    | 26º     |
| 16               | Alexandre Chauviere    | R 4ª             | 107           | René Sal               | R 10ª         | 167     | Francis Gandel      | R 1ª    |
| 17               | Oscar Egg              | R 6ª             | 108           | François Bertrand      | R 4ª          | 169     | François Lafourcade | 29º     |
| 18               | Hector Tiberghen       | 7º               | 109           | Ernest Tobler          | R 4ª          | 170     | Henri Menager       | R 4ª    |
| 19               | Médéric Fraissinet     | R 5ª             | 110           | René Blandet           | R 7ª          | 171     | Emile Reux          | R 5ª    |
| 20               | Gabriel Figuet         | 22º              | 113           | André Thieullens       | R 4ª          | 172     | François D'Haen     | R 2ª    |
| Armor            | Armor                  | Armor            | 116           | Henri Yvon             | R 7ª          | 173     | Lucien Delaygue     | R 4ª    |
| 21               | Eugène Christophe      | 2º               | 117           | René Etien             | R 3ª          | 174     | Adolphe Dorion      | R 4ª    |
| 22               | Henri Devroye          | R 6ª             | 118           | Auguste Bergerioux     | R 10ª         | 175     | Emile Lachaise      | R 10ª   |
| 23               | Jean Alavoine          | 5º               | 119           | Edouard Aellig         | R 5ª          | 176     | Georges Devilly     | R 4ª    |
| 24               | Charles Cruchon        | R 5ª             | 120           | Camille Mathieu        | R 5ª          | 177     | Emile Druz          | 35º     |
| 25               | Robert Lamon           | R 3ª             | 121           | Luc Petitjean          | R 5ª          | 178     | Henri Leclerc       | R 10ª   |
| J.B. Louvet      | J.B. Louvet            | J.B. Louvet      | 122           | Louis Petitjean        | R 15ª         | 179     | Constant Collet     | R 5ª    |
| 26               | Joseph Van Daele       | R 6ª             | 125           | Albert Cartigny        | R 3ª          | 181     | Henri Serverin      | R 2ª    |
| 27               | Alfons Spiessens       | 10º              | 126           | Jean Campanelli        | R 5ª          | 185     | Marcel Rottie       | R 4ª    |
| 28               | Edouard Leonard        | 23º              | 127           | Fernand Courcelles     | 33º           | 186     | Maurice Borel       | R 4ª    |
| 29               | Vincenzo Borgarello    | 13º              | 128           | François Van Hoofstadt | R 3ª          | 187     | Jules Quinardt      | R 4ª    |
| 30               | Pierino Albini         | R 15ª            | 129           | Roger Linon            | R 4ª          | 188     | Ugo Agostoni        | R 2ª    |
| Automoto-Persan  | Automoto-Persan        | Automoto-Persan  | 130           | René Gerwig            | R 7ª          | 189     | Emile Caudrelier    | 39º     |
| 31               | François Faber         | 14º              | 132           | Louis Flamand          | R 4ª          | 190     | Jean Perruca        | R 11ª   |
| 32               | Eugène Dhers           | 24º              | 133           | Joanny Panel           | R 4ª          | 191     | Vincent D'Hulst     | R 10ª   |
| 33               | Maurice Leturgie       | R 5ª             | 134           | Louis Bonino           | R 4ª          | 192     | Henri Hanlet        | R 12ª   |
| 34               | Constant Niedergang    | R 6ª             | 135           | Yves Mercier           | R 2ª          | 193     | Auguste Benoît      | R 4ª    |
| 35               | Julien Maitron         | 27º              | 136           | Raymond Harquet        | 34º           | 197     | Antoine Faure       | R 4ª    |
| Le Globe-Russian | Le Globe-Russian       | Le Globe-Russian | 138           | Octave Doury           | R 9ª          | 198     | Ottavio Pratesi     | 19º     |
| 36               | Henri Cornet           | 28º              | 139           | Paul Coppens           | R 1ª          | 199     | Maurice Dartigue    | 41º     |
| 37               | Albert Dupont          | R 11ª            | 141           | Henri Murat            | R 4ª          | 200     | Victor Cathera      | R 4ª    |
| 38               | Pierre-Joseph Heusghem | 25º              | 143           | Augustinn Ringeval     | 30º           | 202     | Charles Dumont      | 37º     |
| 39               | Firmin Lambot          | 18º              | 144           | Raoul Grieux           | R 5ª          | 203     | J. Schwarshampt     | R 2ª    |
| 40               | Henri Devroye          | 8º               | 145           | Emile Eigeldinger      | 36º           |         |                     |         |